# Sarah Erulkar
Sarah Erulkar (Calcuta, 2 de mayo de 1923 – Londres, 29 de mayo de 2015) fue una prolífica y galardonada directora de cine indo-británica, especializada en cortometrajes documentales.

## Primeros años
Erulkar nació en una familia judía en Calcuta, India Británica, hija de Flora y David Erulkar, integrantes de la comunidad Bene Israel. Su padre era un abogado, al cual se le prohibió ejercer luego de defender a Mahatma Gandhi y Mohammed Ali Jinnah.  Su familia se mudó a Londres, Inglaterra, en 1928. Estudió Sociología en la Universidad de Bedford.

## Carrera
Erulkar trabajó en la industria cinematográfica británica durante casi cuarenta años (1944-1983), produciendo más de 80 películas.  Recibió dos premios en el Festival de Venecia de Cine (1952, 1966 1971) mientras que su documental acerca del diseño de sellos de franqueo, Picture to Post (1969), le hizo acreedora del premio BAFTA al mejor cortometraje en 1970.  Su segundo premio BAFTA lo recibiría gracias a The Living City (1977), acerca de su ciudad natal, Kolkata.
Erulkar empezó su carrera en la Shell Film Unit, en la cual ascendió rápidamente, pasando de escribir el guion y editar el filme Aircraft Today and Tomorrow (1946), a dirigir el segundo cortometraje para el cual fue asignada, Flight for Tomorrow (1947).  Luego  dirigió Lord Siva Danced (1947), en el cual se presentaba al bailarín y coreógrafo indio Ram Gopal, y que fue bien recibido tanto en India como en Gran Bretaña.  Erulkar fue forzada a dejar su trabajo en Shell 1952 luego de casarse con su compañero de trabajo, el cineasta británico Peter de Normanville.  Desde entonces, trabajó como realizadora de libre dedicación e independiente por el resto de su carrera, primero, como editora en  la unidad de cinemática del National Coal Board, para luego volver a realizar filmes cortos para diversos patrocinantes como el British Productivity Council, Central Office of Information, Gas Council y el General Post Office (GPO).
Erulker decidió no hacer la transición a cine comercial o para televisión. Sus películas han cubiero una variedad de tópicos, desde igualdad de género hasta películas para niños, pasando por filmes de entrenamiento médico, documentales de viaje y filmes cortos de información pública y comerciales. Del mismo modo que sus antecesores en Gran Bretaña, Erulkar imprimió consciencia social a sus películas.

## Vida personal
Erulkar se casó con el cineasta científico Peter de Normanville. Se conocieron mientras trabajaban juntos para la Shell Film Unit;  tuvieron dos hijas, Siri y Pierrette.

## Filmografía parcial
- Aircraft Today and Tomorrow (1946; SFU)
- Flight for Tomorrow (1947; SFU)
- Lord Siva Danced (1947; SFU)
- New Detergents (1949; SFU)
- Night Hops (1950; SFU)
- The History of the Helicopter (1951; SFU)
- District Nurse (1952; Foreign Office & Commonwealth Relations Office)
- Birthright (1958; Family Planning Association)
- Spat System (1960; GKN sponsor)
- Woman's Work (1961; Samaritan Films)
- Mary Lewis - Student Nurse (1961; Ministry of Health-sponsored COI film)
- Anaesthesia with Methohexitone (1961)
- Depression - Its Diagnosis in General Practice (1963)
- The Smoking Machine (1963)
- Physics and Chemistry of Water (1965)
- Korean Spring (1966: Caltex)
- Something Nice to Eat (1967; Gas Council)
- The Hunch (1967)
- Land of the Red Dragon (1968; British Movietone)[6]
- Picture to Post (1969; GPO)
- Ready for the Road (1970; COI)
- The Air My Enemy (1971; Gas Council)
- Never Go With Strangers (1971; COI)
- The Living City (1977, co-directed with de Normanville)[7]
- Male and Female (1980)[8]
- Teenage Talk-In (1977–82)
- A Disease Called Leprosy (1985)

## Premios
- 1952: Medalla del Festival de Cine de Venecia al mejor cortometraje por The History of the Helicopter
- 1966: Plato del Festival de Cine de Venecia por Physics and Chemistry of Water
- 1967: Premio del Writer's Guild of Great Britain al mejor Documental por The Hunch
- 1970: Premio BAFTA al mejor cortometraje por Picture to Post[9]
- 1971 Medalla del Festival de Cine de Venecia por The Air My Enemy
- 1978: Premio BAFTA al mejor filme fáctico por The Living City